# Революционный совет (Афганистан)
Революционный совет Афганистана (пушту د انقلابي شورا‎) — высший орган государственной власти Афганистана с 1978 (Апрельская революция) по 1992 год.
Из состава Революционного Совета выбирался постоянно действующий Президиум Ревсовета. В обязанности Президиума входило, среди прочего, обеспечение соблюдения законов, предоставление амнистии или наказания. Численность Президиума не превышала 10 человек.
Первым председателем Совета (и премьер-министром страны) был избран Нур Мухаммед Тараки. Первоначально в работе этой организации приняли участие 35 человек, все из которых были членами НДПА (5 – военные). Революционный совет собирался на сессии два раза в год. Кворум засчитывается при наличии 2/3 от номинальных членов. Рабочими языками были пушту и дари.
На втором заседании Революционного совета 1 мая 1978 года были избраны новых министров Афганистана (большинство, 11, досталось фракции „Хальк“, 7 – фракции „Парчам“), лидер фракции „Парчам“ Бабрак Кармаль был избран на должность заместителя председателя Ревсовета, вторую по значимости должность в стране. Были избраны 3 заместителя председателя Совета министров – Хафизулла Амин, Мохаммад Аслам Ватанджар и Бабрак Кармаль.
24 мая 1978 года было объявлено о расширении Революционного совета. Этот новый расширенный совет впервые собрался 12 июня 1978. Были приняты постановления о замене государственного флага страны и объявлении королевской семьи предателями и лишении их афганского гражданства. Пять дней спустя Революционный совет провёл новое собрание, по решениям которого большинство активных политиков из фракции „Парчам“ были отправлены за границу в качестве послов. С 16 сентября по 27 декабря 1979 года Председателем Революционного совета был Хафизулла Амин.
После смены власти 27 декабря 1979 года Председателем Революционного совета стал Бабрак Кармаль (а также главнокомандующим вооружёнными силами), его заместителями в Ревсовете и правительстве – Султан Али Кештманд и Асадулла Сарвари. В президиум были введены Нур Ахмад Нур, генерал Абдул Кадыр и подполковники Мохаммад Аслам Ватанджар и Гуль Ага. Было сформировано новое правительство. В декабре 1980 Анахита Ратебзад стала заместителем Председателя Президиума Ревсовета.
11 июня 1981 года Ревсовет был снова расширен, в него вошли ещё пятнадцать членов, заместителями председателя были избраны Нур Ахмад Нур и Абдул Рашид Арьян. На этом же заседании Султан Али Кештманд был назначен новым премьер-министром Афганистана.
С 4 декабря 1984 по 21 ноября 1985 года первым заместителем председателя Ревсовета был Абдул Кадыр, а с 24 ноября 1986 по 30 сентября 1987 года исполняющим обязанности председателя Ревсовета был Хаджи Мухаммед Чамкани. С 30 сентября по 30 ноября 1987 года 4-м и последним Председателем Ревсовета был Мохаммад Наджибулла, 30 ноября 1987 года должность была упразднена в связи с появлением поста президента страны.